# Torvosaurus
A Torvosaurus (jelentése 'vad gyík', a latin torvus 'vad' és az ógörög σαυρος/szaürosz 'gyík' szavak összetételéből) a nagy méretű theropoda dinoszauruszok egyik neme, amely a késő jura időszakban (Észak-Amerikában a középső–késő kimmeridge-i, Európában pedig a kora tithon korszakban) élt.
A Torvosaurus fosszilizálódott maradványait Észak-Amerika és Portugália területén találták meg. A becsült hossza 10 méter, a becsült tömege pedig 3,6–4,5 tonna, ami az Epanteriast (amely talán csak egy nagy Allosaurus volt) és Saurophaganaxot leszámítva kora legnagyobb húsevőjévé tette.
Elsőként James A. Jensen és Kenneth Stadtman fedezte fel Colorado területén, a Morrison Formációhoz tartozó Dry Mesa lelőhelyen, 1972-ben. A nem típusfaja a T. tanneri, melyet Peter M. Galton és Jensen nevezett el és írt le 1979-ben. A coloradói típuspéldányról később Brooks Britt, a portugál példányról pedig O. Mateus és M. T. Antunes készített leírást.

## Anatómia
A holotípus egy felkarcsontból és az alkar csontjaiból (egy sing- és egy orsócsontból) áll. A leletanyaghoz további részét képezik a koponya, a hát a csípő és a kéz csontjai.

## Rendszertan
A Torvosaurus a korábbi Megalosaurus rokona, de jóval fejlettebbnek tűnik. A besorolása még bizonytalan, de a családját a Megalosauridae-t gyakran a Tetanurae bazális, a carnosaurusoknál vagy a coelurosaurusoknál kevésbé fejlett, valószínűleg a spinosauridák rokonságába tartozó ágának tartják.

## Méret

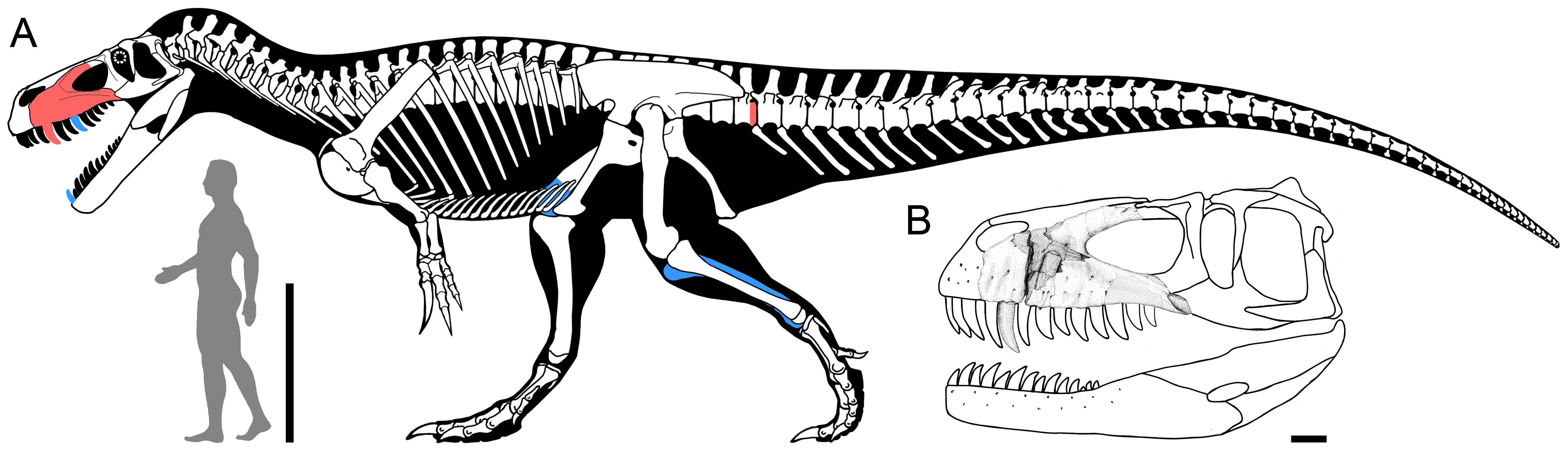
A Torvosaurus gurneyi és az ember méretének összehasonlítása

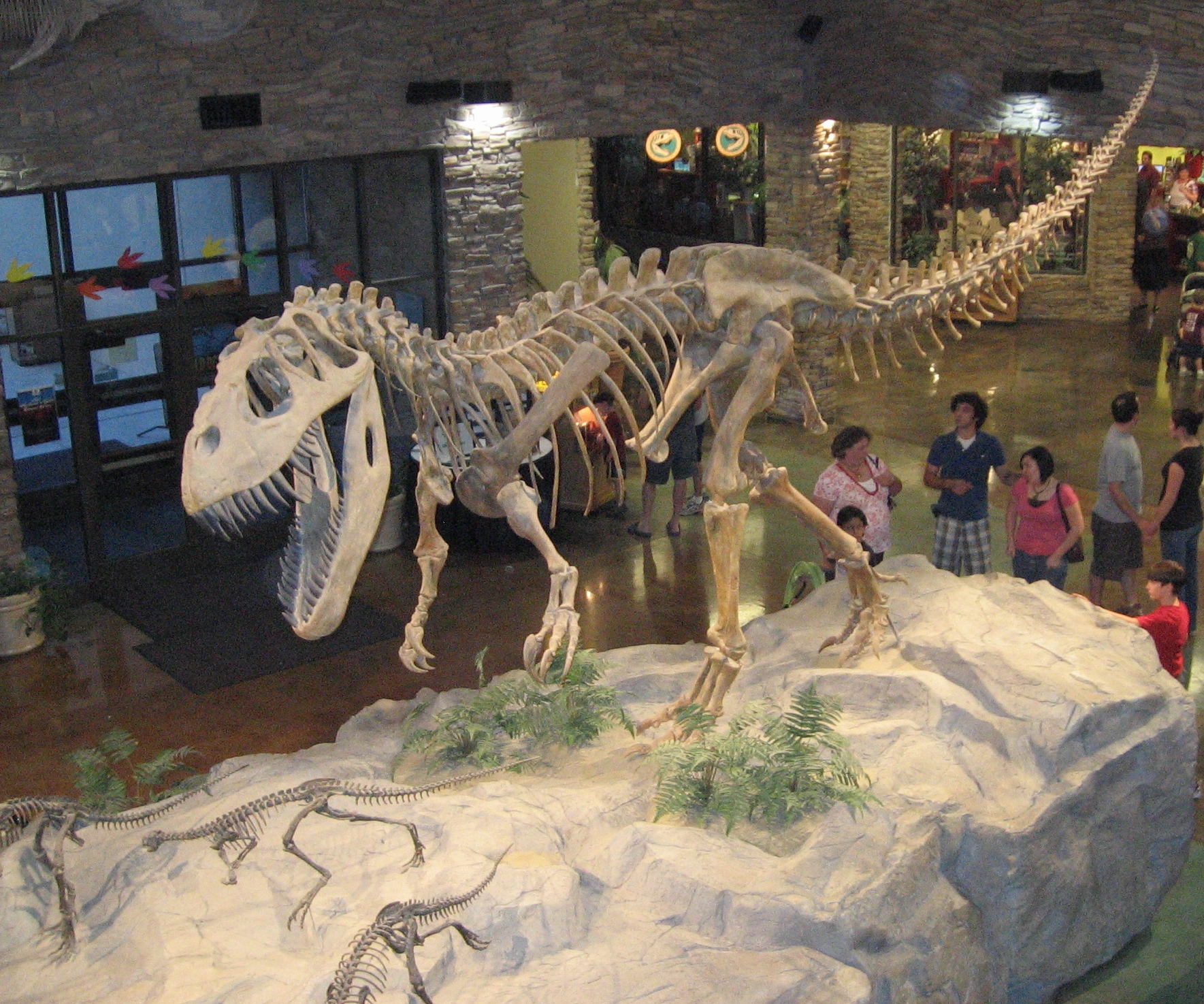
A Torvosaurus felállított, rekonstruált csontváza az Ősi Élet Múzeumának (Museum of Ancient Life) bejáratánál

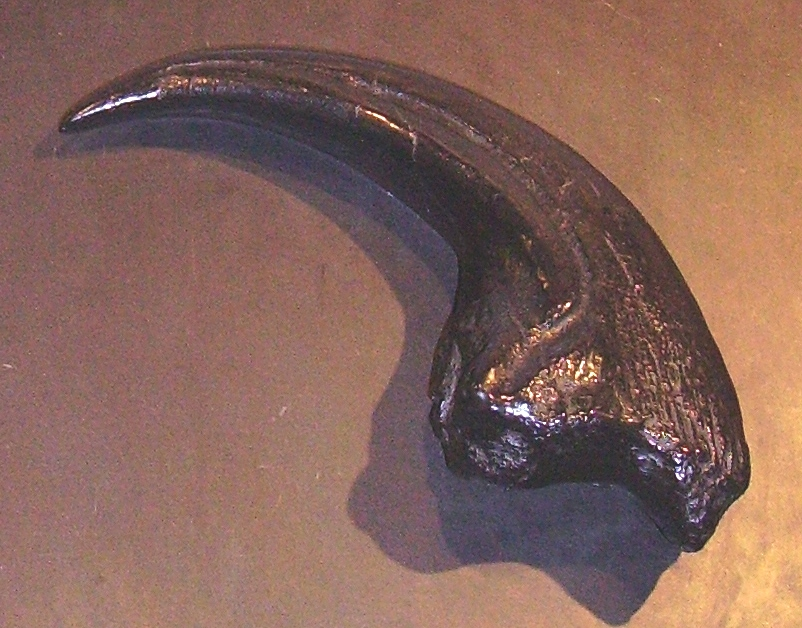
A Torvosaurus karma a Nemzeti Természetrajzi Múzeumban (Natural History Museum)

A Torvosaurus mérete nem teljesen ismert, mivel csak töredékes maradványai kerültek elő, de nyilván nagy méretű theropoda volt. Az észak-amerikai Torvosaurus leletanyag egy, a becslés szerint 10 méter hosszú és 3,6–4,5 tonna tömegű egyedhez tartozott. A portugáliai lelet egy még nagyobb állathoz tartozhat. 2006-ban, Portugáliában egy majdnem teljes állkapocscsont került elő, amit a Torvosaurus tannerihez kapcsoltak. 63 centiméteres hosszával meghaladta az amerikai példány megfelelő testrészét, ami 47 centiméteresre nőtt meg (míg a koponya teljes hossza elérte a 118 centimétert). Ez alapján a portugál egyed koponyájának hossza 158 centiméterre becsülhető. Ez összevethető a legnagyobb T. rex koponyával, ezért a Torvosaurus (felülmúlva a Saurophaganax/Allosaurus maximus és az Edmarka méretét) a legnagyobb jura időszaki theropodának és egyben az egyik legnagyobb theropodának tekinthető. Egy másik példány részleges combcsontja egy szintén körülbelül 10 méter hosszú állattól származik.

## Fordítás
- Ez a szócikk részben vagy egészben a Torvosaurus című angol Wikipédia-szócikk ezen változatának fordításán alapul.  Az eredeti cikk szerkesztőit annak laptörténete sorolja fel. Ez a jelzés csupán a megfogalmazás eredetét és a szerzői jogokat jelzi, nem szolgál a cikkben szereplő információk forrásmegjelöléseként.

## Külső hivatkozások
- 'Torvosaurus tanneri'. DinoData. (Hozzáférés: 2009. október 8.)